# 布雷阿勒
布雷阿勒（法語：Bréhal，法語發音：[bʁe.al]）是法国芒什省的一个市镇，属于阿夫朗什区。

## 地理
布雷阿勒（48°53'54"N, 1°30'42"W）面积12.71 平方千米，位于法国诺曼底大区芒什省，该省份为法国西北部沿海省份，西、北、东北三面环大西洋，东起顺时针与卡爾瓦多斯省、奧恩省、马耶讷省和伊勒-维莱讷省接壤。
与布雷阿勒接壤的市镇（或旧市镇、城区）包括：滨海布里克维尔、塞朗斯、尚特卢、滨海库德维尔。

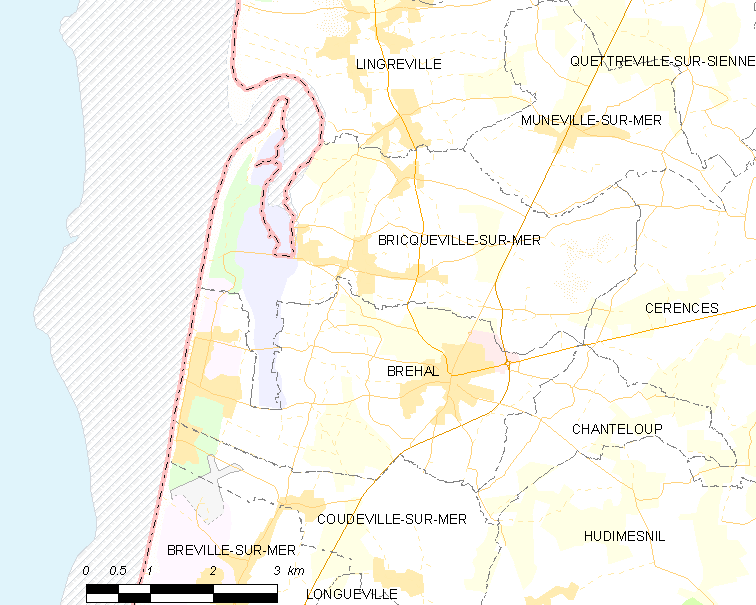
布雷阿勒的OSM定位图

布雷阿勒的时区为UTC+01:00、UTC+02:00（夏令时）。

## 行政
布雷阿勒的邮政编码为50290，INSEE市镇编码为50076。

## 政治
布雷阿勒所属的省级选区为布雷阿勒县。

## 人口

1962-2008年间布雷阿勒人口变化图示

布雷阿勒于2022年1月1日时的人口数量为3480人。